# Бибо, Мари-Клод
Мари-Клод Бибо (фр. Marie-Claude Bibeau; род. март 1970, Шербрук, Квебек) — канадский политический и государственный деятель, член Либеральной партии Канады. Член Палаты общин Канады от округа Комптон ― Стенстед с 2015 года. 1 марта 2019 года была назначена первой женщиной-министром сельского хозяйства и продовольствия Канады. В прошлом — министр международного развития (2015—2019) и министр, ответственный за Франкофонию (2015—2018).

## Биография
Мари-Клод Бибо родилась и выросла в городе Шербрук в провинции Квебек.
Получила степень бакалавра экономики и диплом магистра экономического менеджмента в Шербрукском университете.
После окончания университета Бибо работала в Канадском агентстве международного развития в Оттаве, Монреале, Марокко и Бенине. После ухода из агентства занялась туристическим бизнесом, в котором работала менеджером международных проектов и предпринимателем 15 лет. Также была директором по аккредитации летних Канадских игр в Шербруке в 2013 году и исполнительным директором Шербрукского музея природы и науки (MNS²). Была основателем и координатором Коалиции музеев Восточных кантонов (RIMCE), членом правления НКО Commerce Sherbrooke и Ассоциации музеев Квебека (Société des musées du Québec). Она также работала секретарем комитета по возрождению Комптона, членом комитета по стратегическому планированию регионального муниципалитета округа Коатикук и председателем правления школы Луи-Сен-Лорана в Комптоне.
По результатам парламентских выборов 2015 года избрана членом Палаты общин в округе Комптон ― Стенстед от Либеральной партии Канады.
4 ноября 2015 года назначена министром международного развития и министром, ответственным за Франкофонию. Под её руководством, в 2017 году Канада провозгласила новую политику международной феминистской помощи, в основе которой лежит твёрдое убеждение в том, что акцент на продвижение гендерного равенства и расширение прав и возможностей женщин и девочек — это наиболее эффективный путь к искоренению нищеты и построению более инклюзивного, мирного и процветающего мира.
С 2015 по 2017 год как член Группы Всемирного банка занималась гендерными вопросами и вопросами развития. С 2016 года Бибо входит в совет Глобального партнёрства по прекращению насилия в отношении детей. В 2018 году получила награду CARE Global Leaders Network Humanitarian Award от организации CARE International. В 2019 году получила награду Voice of Children Award от организации World Vision International.
1 марта 2019 года была назначена министром сельского хозяйства и продовольствия Канады. Стала первой женщиной на этой должности.
26 июля 2023 года получила портфель министра национальных доходов.
20 декабря 2024 года премьер-министр Трюдо произвёл значительные кадровые перестановки в правительстве, исключив из его состава Мари-Клод Бибо.

## Личная жизнь
Бибо замужем за Бернаром Севиньи (Bernard Sévigny; род. 1961), бывшим мэром Шербрука.